# Nightbreed
Nightbreed (Brasil: Raça das Trevas / Portugal: Raças da Noite) é um filme americano de 1990 do gênero terror, escrito e dirigido por Clive Barker.
Destaque para a trilha sonora do compositor vencedor do Oscar Danny Elfman.
Nightbreed ganhou o Silver Scream Award no Amsterdã Fantastic Film Festival, na Holanda, e também recebeu o Critics Award e foi indicado para a categoria International Fantasy Film no Fantasporto, em Portugal. Ambos os prêmios foram recebidos em 1990.
O Livro em que o filme cult foi baseado, foi batizado no Brasil de Raça da Noite, a HQ baseada no filme e que dá continuidade a historia foi chamada de Raça das Trevas, foi lançada no Brasil como uma minissérie em 10 edições em 1990. Só que nos Estados Unidos, Raça das Trevas foi lançada como uma minissérie em 25 edições, que fecha a historia, portanto a edição brasileira é incompleta, sem que a historia seja concluída.

## Sinopse
Aaron Boone é um jovem atormentado por pesadelos terríveis sobre um mundo habitado por monstros em um lugar chamado Midian. Certo dia seu psiquiatra, acusa-o de ser o autor de uma série de assassinatos terríveis que casam com as descrições de seus sonhos, acontece que Midian é real, e ele acaba descobrindo o lugar e seus monstros.

## Elenco
- Craig Sheffer ... Aaron Boone / Cabal
- Anne Bobby ... Lori Desinger
- David Cronenberg ... Dr. Philip K. Decker
- Charles Haid ... Captain Eigerman
- Hugh Quarshie ... Detective Joyce
- Hugh Ross ... Narcisse
- Doug Bradley ... Dirk Lylesberg
- Catherine Chevalier ... Rachel
- Malcolm Smith ... Ashberry
- Bob Sessions ... Pettine
- Oliver Parker ... Peloquin
- Debora Weston ... Sheryl Ann
- Nicholas Vince ... Kinski
- Simon Bamford ... Ohnaka
- Kim Robertson ... Babette